# Bueng Si Fai
 (avril 2022).
Le Bueng Si Fai (thaï : บึงสีไฟ, prononcé [bɯ̄ŋ sǐː fāj]) est un lac d'eau douce du centre de la Thaïlande situé dans le sous-district de Nai Mueang, amphoe de Mueang Phichit (en), province de Phichit

## Description
Le lac abrite une installation d'élevage de poissons d'eau douce appartenant au ministère de la Pêche. Le long des berges se trouve un parc aménagé. De l'autre côté du parc se trouve un aquarium exposant une variété d'espèces de poissons indigènes ainsi que des équipements de pêche locaux. Sur la rive du lac, il y a un bâtiment en forme de crocodile. À l'intérieur se trouve l'aquarium de Chaloem Prakiat. Le parc comprend trois bâtiments d'exposition de nénuphars, et abrite également le nénuphar rouge indien.